# Zosteria clivosa
Zosteria clivosa är en tvåvingeart som beskrevs av Daniels 1987. Zosteria clivosa ingår i släktet Zosteria och familjen rovflugor. Inga underarter finns listade i Catalogue of Life.